# Église de Killelton
L'église de Killelton (en irlandais : Cill Eiltín) est une ruine restaurée d’une église médiévale et un monument national dans le comté de Kerry, en république d’Irlande,.

## Localisation
L'église de Killelton se trouve à l'ouest du village déserté du même nom, dans la vallée du Loch a Duin, à 2,5 kilomètres à l'est-nord-est de Camp sur la côte nord de péninsule de Dingle dans le comté de Kerry, au sud de la route N86.

## Histoire
C’est saint Eltan qui a fondé cette église à cet emplacement. La structure en pierre est datée du IXe siècle/Xe siècle.
La première mention de ce site est apparue dans l'Ulster Archaeological Journal en 1860. L'auteur du rapport note la croyance locale selon laquelle se trouve en dessous le tombeau de la princesse milésienne, appelée Fas ou Fais. En 1898, Mary Hickson rapporta plus de détails dans le Journal of the Royal Society of Antiquaries of Ireland. La zone située entre Killelton, Caherconree (de) et Maumnahaltora était connue sous le nom de Glenfais (Vallée de Fais, en irlandais : Fais' Tal) pendant 20 à 30 siècles. Cependant, l'historien local Donca Ó Conchúir place le tombeau mythique de Fais à trois kilomètres plus loin, sur la rive ouest de la rivière Finglas. Un pont en pierre traverse la rivière Finglas jusqu'au site.
L'église de Killelton a été ajoutée à la liste des monuments nationaux d'Irlande.

## Description
Killelton est un oratoire dédié à saint Eltan, d’une surface de 17.5 m2 édifié en pierres, argile, et mortier, d’une longueur de 5 m et d’une largeur de 3,5 m. Les murs d'une enceinte presque carrée, dont il reste peu de vestiges, entourent deux autres bâtiments rectangulaires et un bullaun (en).
Il y a un socle au bas des murs nord et sud, caractéristique de nombreux premiers oratoires.
Lors de la restauration de 1984, une pierre trouée a été trouvée, semblable à la pierre charnière de l'oratoire de Gallarus, qui a également été restaurée. Les oratorios détruits de Raingiléis (de) et Reask (de) comportaient également des éléments de construction similaires.
La restauration a modifié l'aspect du complexe, envahi par la végétation depuis quelques siècles. La hauteur des murs (entre 1,1 et 1,9 m) a été considérablement augmentée lors de la reconstruction.

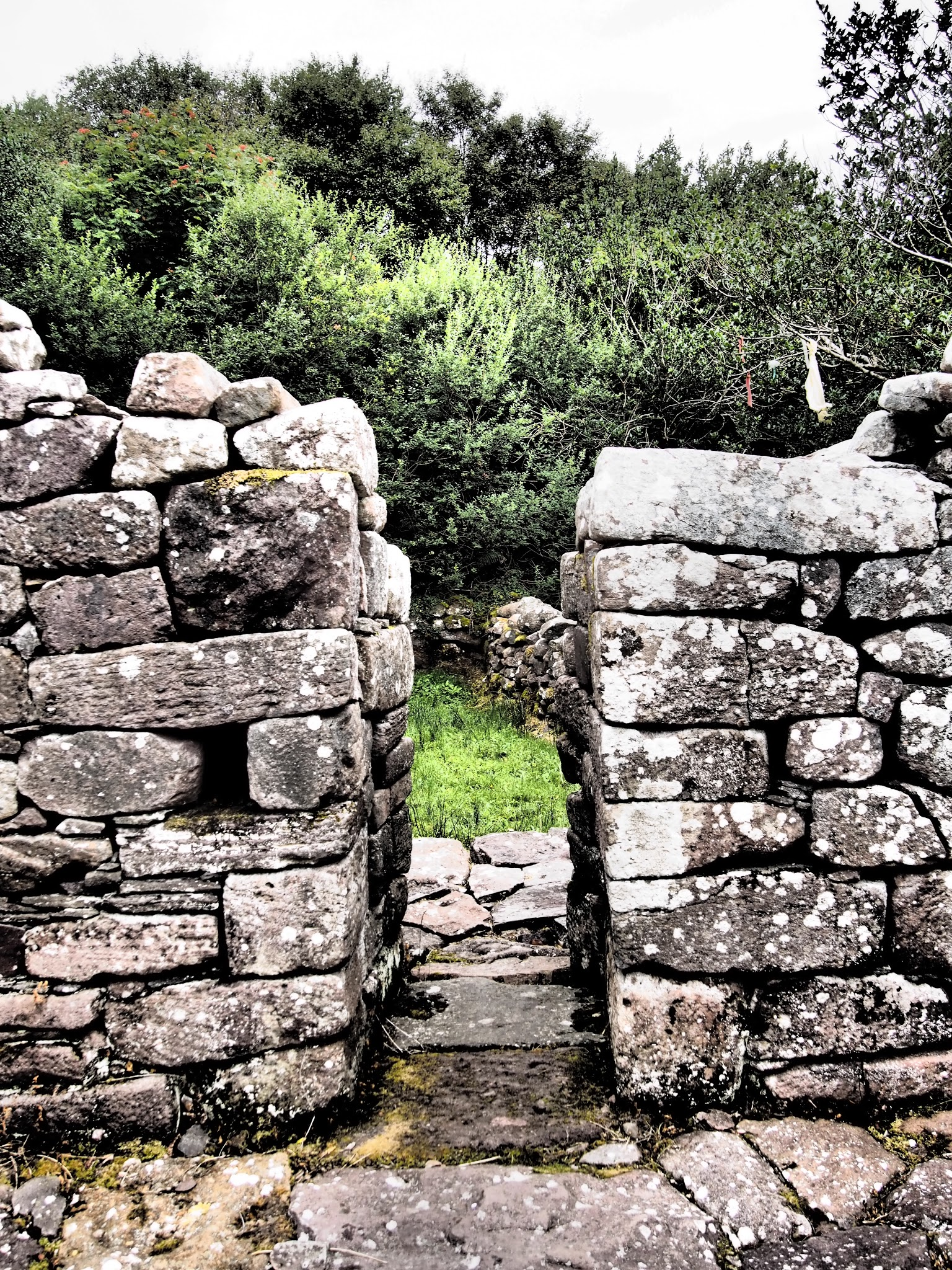
Porte ouest.
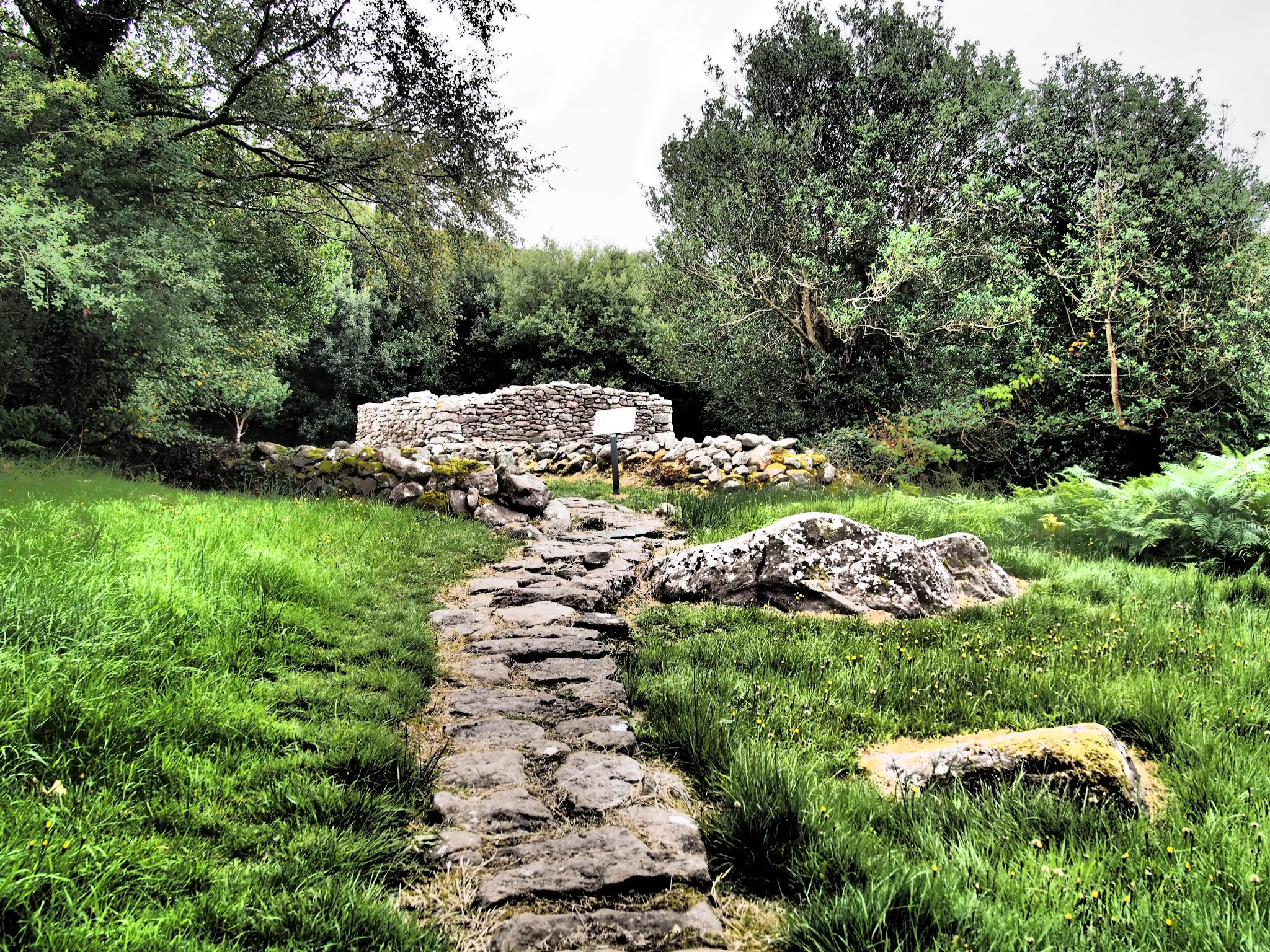
Chemin en pierre menant à l'église.
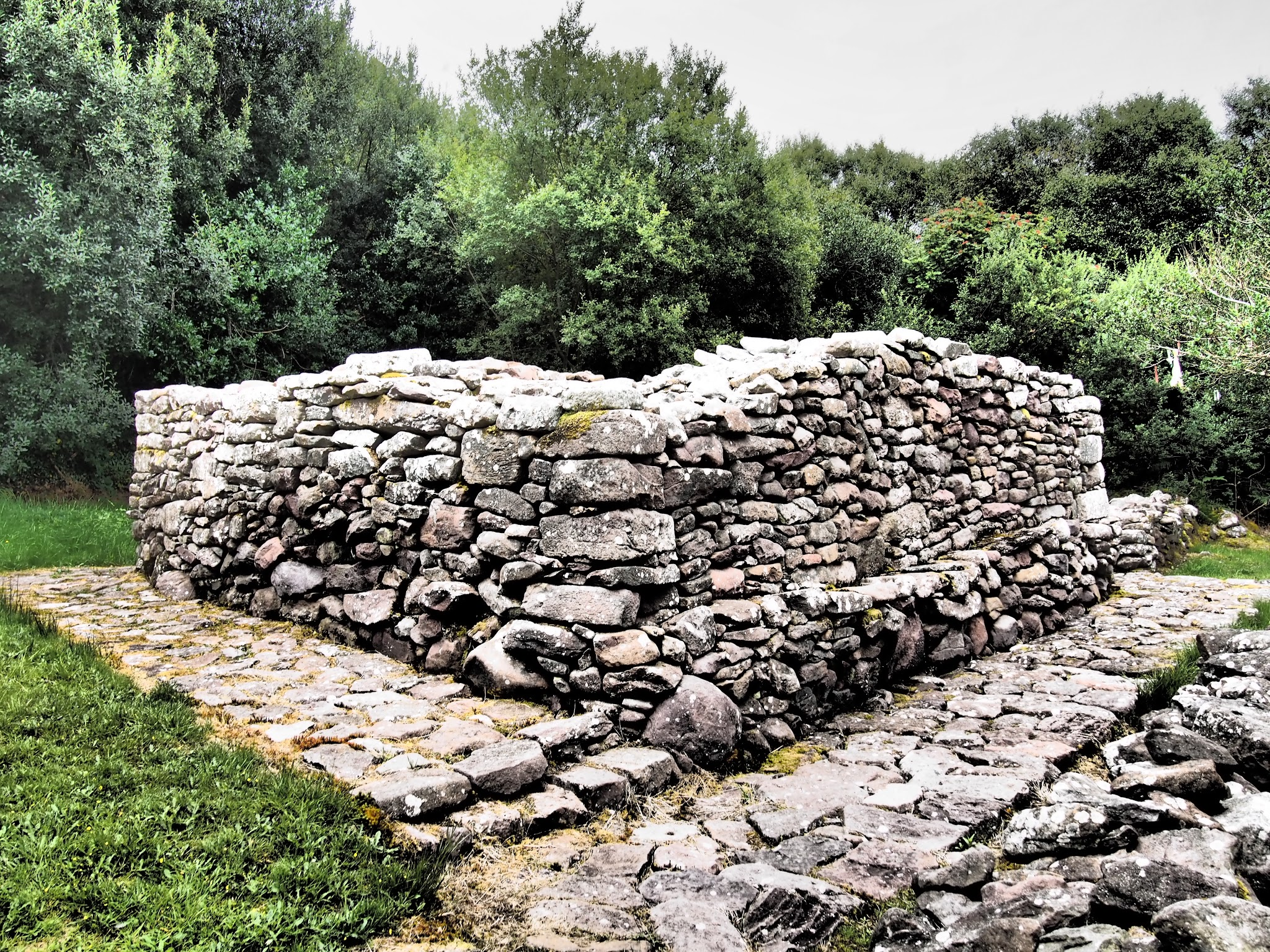
Vue nord-est de l'extérieur.
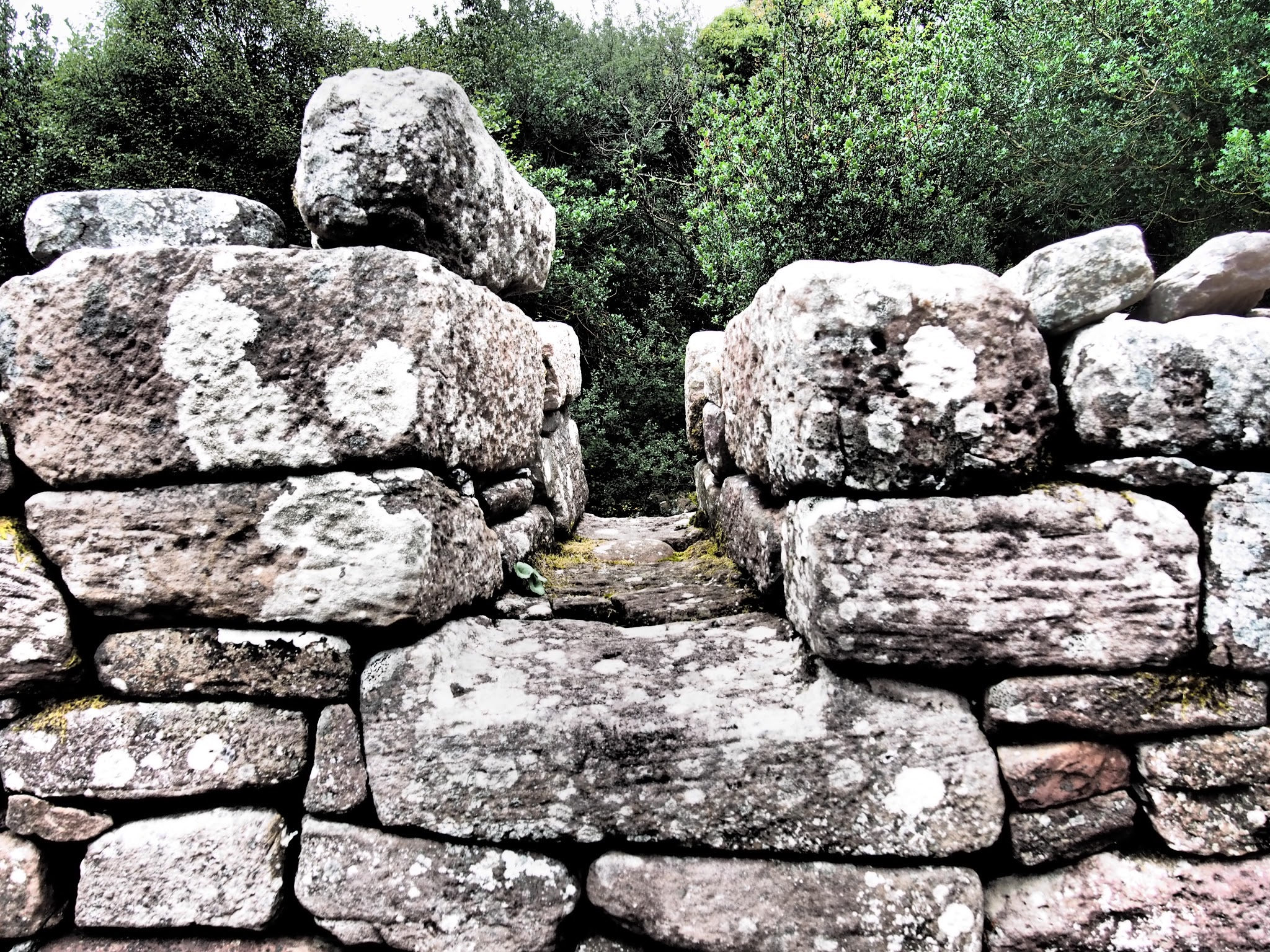
Une fenêtre.

## Légende
La « Pierre du Fou », un bullaun (bol) situé à proximité, montre l'empreinte d'un palmier, qui proviendrait de buveurs qui subvenaient à leurs besoins ici. On dit de cette pierre : « Le bullaun dans cette pierre était rempli de lait par les fées et les gens devenaient fous lorsqu'ils parcouraient la vallée la nuit et le buvaient. » La légende fait référence à la déesse Oimelg (lait de brebis), prédécesseur de Brigid.
Il y a plusieurs petits bols creusés sur cette pierre voisine de l’oratoire, bien qu'ils soient difficiles à voir en raison de l'érosion. La partie supérieure de la pierre est divisée le long d’une ligne ouest-est par une crête naturelle et un traitement artificiel. 36 coupes ont été cueillies au dessus et au dessous de la ligne, dont certaines ovales.